# بندقية مضادة للمواد
البندقية المضادة للمواد هي بندقية مصممة للاستخدام ضد المعدات العسكرية والهياكل وغيرها من الأهداف المادية. تتميز بنادق المواد بحجرات أكبر بكثير من البنادق التقليدية، وتُستخدم للقضاء على المعدات مثل المحركات والأهداف غير المدرعة أو خفيفة التسليح. على الرغم من أنها لم تُصمم في الأصل للاستخدام ضد الأهداف البشرية، إلا أن وزن الرصاصة وسرعتها يمنحانها قدرة استثنائية على المدى البعيد حتى عند مقارنتها ببنادق القنص المخصصة. تُصنع بنادق مكافحة المواد بتصميمات تعمل بالترباس وشبه آلية.
نشأت البندقية المضادة للمواد من فكرة البندقية المضادة للدبابات ، والتي نشأت بدورها خلال الحرب العالمية الأولى. في حين أن الدبابات الحديثة ومعظم المركبات المدرعة الأخرى محمية بشكل جيد للغاية بحيث لا تتأثر بالبنادق المضادة للمواد، إلا أن البنادق لا تزال فعالة لمهاجمة المركبات غير المدرعة أو المدرعة الخفيفة. يمكن استخدامها أيضًا ضد طائرات العدو الثابتة وقاذفات الصواريخ ومعدات الرادار والذخائر غير المنفجرة والمركبات المائية الصغيرة ومعدات الاتصالات والأسلحة التي تخدمها الطواقم والأهداف المماثلة. تكمن قيمتها في قدرتها على استهداف أصول العدو وتعطيلها بدقة من مسافة بعيدة بتكلفة منخفضة نسبيًا.